# 西阿克頓站
西阿克頓站（英語：West Acton tube station）是一個倫敦地鐵車站，中央線的伊靈大道支線上介於伊靈大道和北阿克頓之間，也是支線唯一的中途站。車站是II級登錄建築。車站位於西阿克頓，屬倫敦第3收費區。車站距離皮卡迪利線的北伊靈站只有550公尺，位於皇后徑西端。

## 歷史
倫敦交通局表示，1911年8月18日，中央倫敦鐵路放棄了不與任何列車共用軌道的政策，興建一段由伍德巷連接至大西部鐵路的伊靈及牧者叢線的保護權，優於計劃營運權。
大西部鐵路興建了伊靈大道支線（舊伊靈及牧者叢鐵路西段），並在1917年4月開放貨運列車使用，中央倫敦鐵路列車自1920年8月3日起使用該線。西阿克頓站和北阿克頓站由大西部鐵路興建及營運，都在1923年11月5日啟用。
大西部鐵路蒸汽貨運列車也通過西阿克頓站直至1938年，倫敦地鐵將軌道分離到東面通過東阿克頓站，前往北阿克頓站。
現時車站取代原初的大樓，由大西部鐵路以倫敦交通名義設計，作為倫敦乘客交通局在1935-40年度中央線新工程計劃改善及延伸的一部分。設計是由大西部鐵路的建築師布萊恩·路易斯並在1940年11月完工。

## 接駁交通
倫敦巴士440路服務此站。

## 圖片

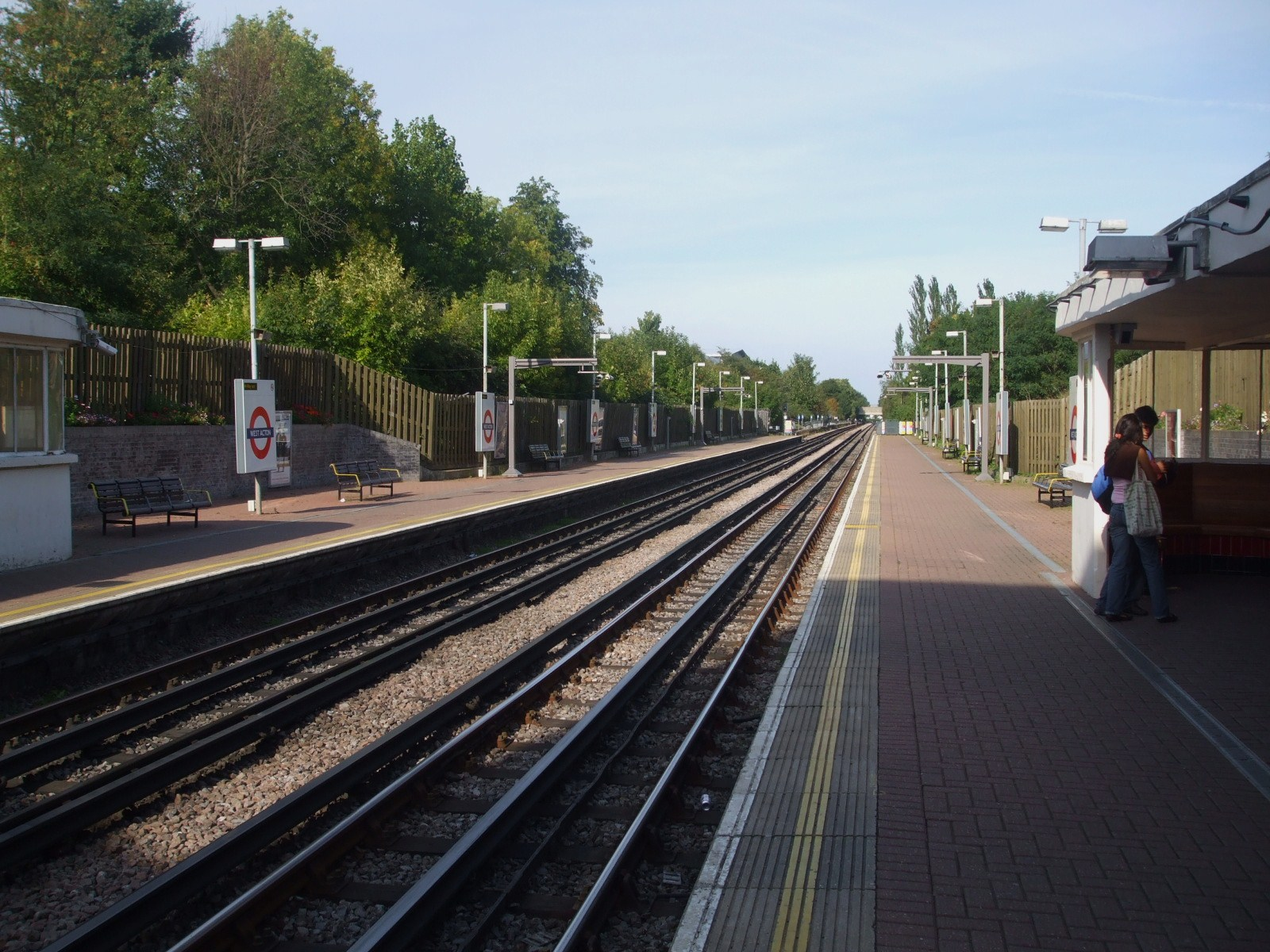
東望
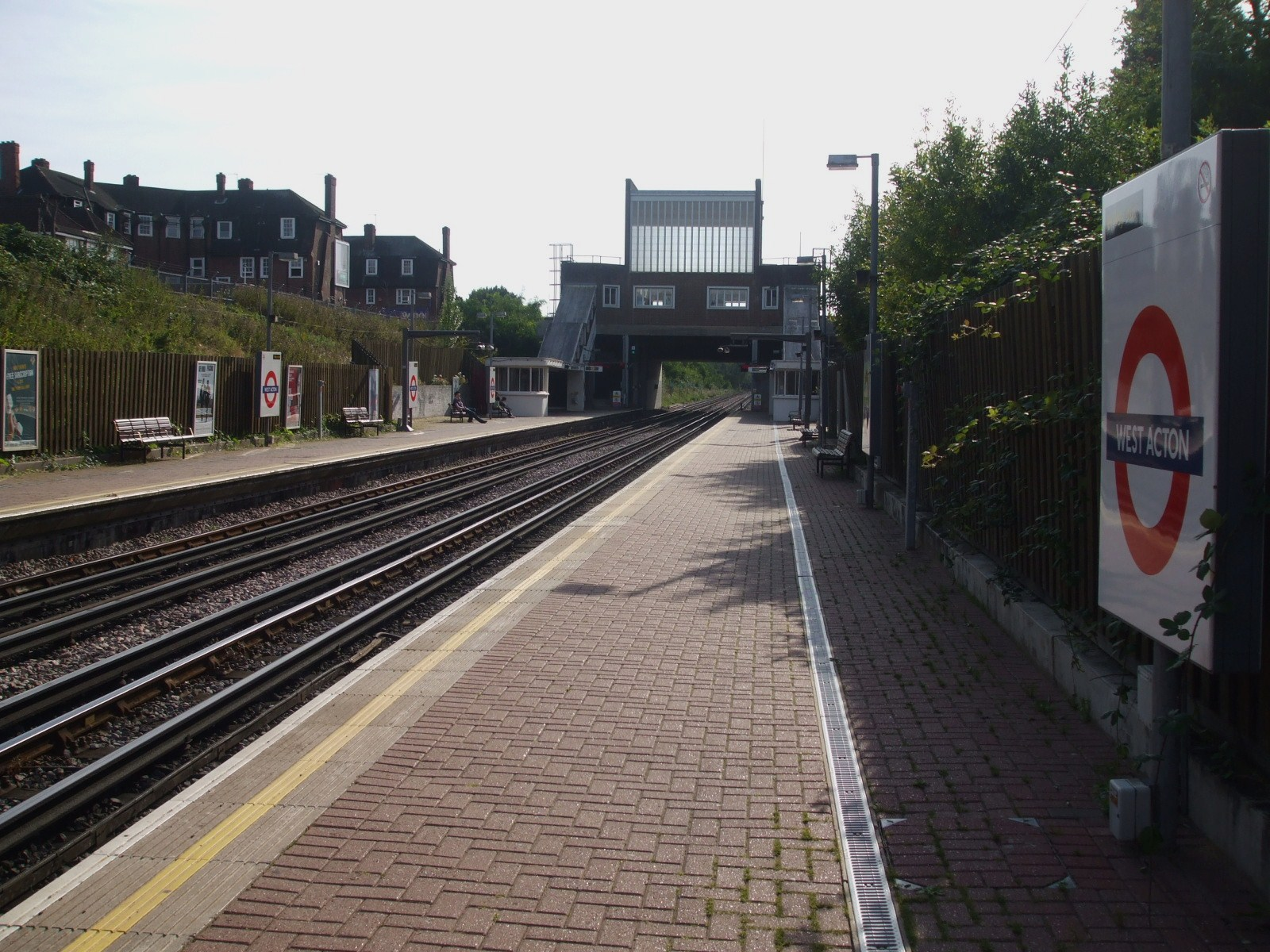
西望
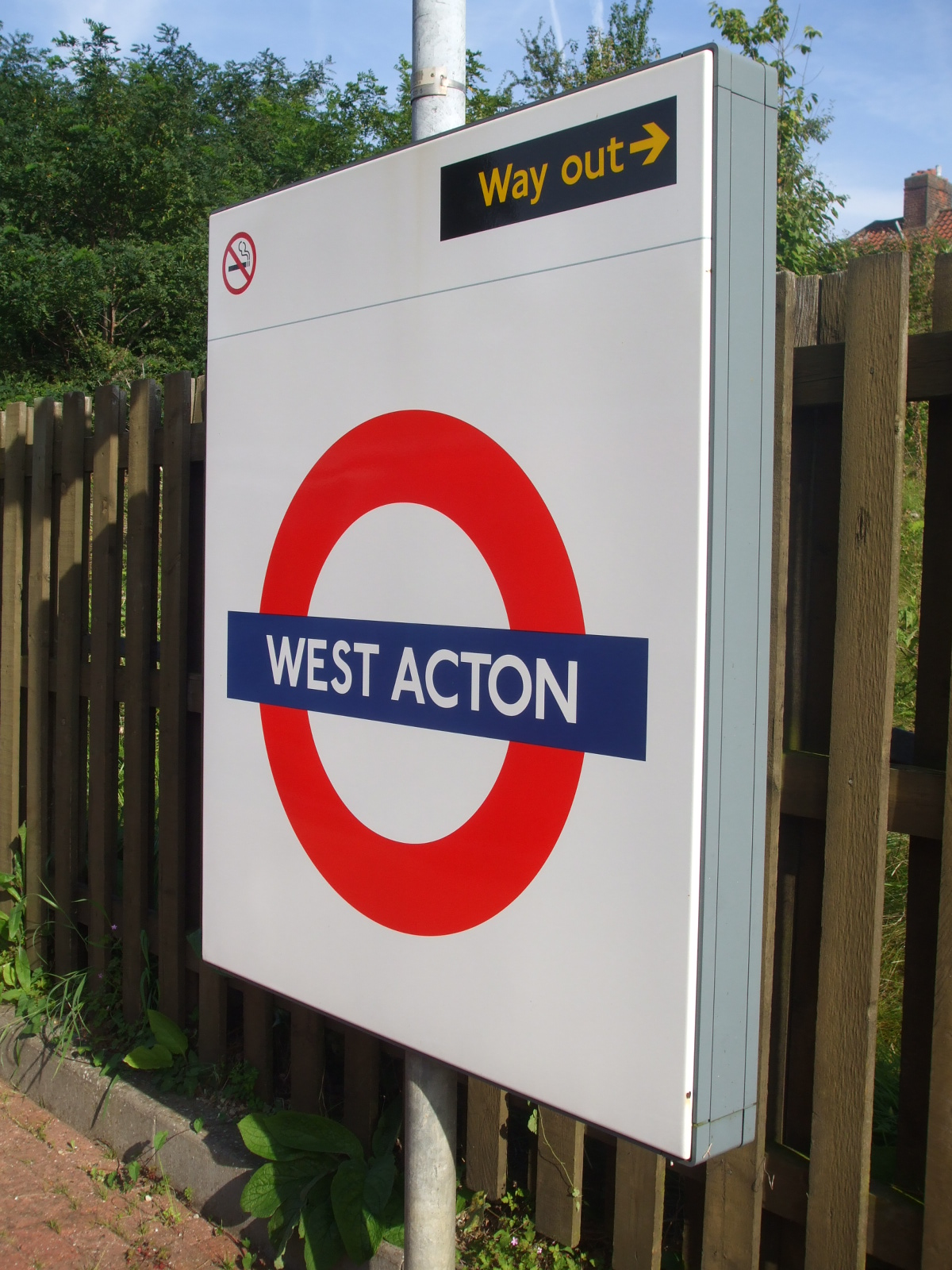
月台標誌